# Bereznjak-Isaev BI
Il Bereznjak-Isaev BI (in caratteri cirillici Березняк-Исаев БИ) era un caccia intercettore ad ala bassa con motore a razzo progettato dall'OKB 293 diretto da Viktor Fëdorovič Bolchovitinov e sviluppato in Unione Sovietica nei primi anni quaranta.
Frutto degli studi degli ingegneri Aleksandr Jakovlevič Bereznjak, che in seguito diverrà direttore dell'ОКB-155-1, ed Aleksej Michajlovič Isaev, fu il primo velivolo equipaggiato con un endoreattore ad essere costruito in Unione Sovietica.

## Sviluppo
Era un monoplano ad ala bassa di costruzione lignea adatto ad una produzione in grande serie. Aveva un motore a razzo D-1A Dushkin posto in coda, alimentato con una miscela di combustibile molto volatile di kerosene e acido nitrico estremamente instabile e pericolosa da maneggiare oltre che molto corrosiva. Il kerosene e l'acido nitrico erano contenuti in due serbatoi di acciaio separati tra loro e posti nella parte centrale della fusoliera, i due liquidi venivano inviati nella camera di combustione con un sistema ad aria compressa che limitava nel tempo la massima spinta.
La fusoliera era rivestita di tessuto e la struttura era in legno. L'ala e piani di coda avevano due longheroni in legno rivestiti di compensato, mentre le superfici di controllo erano in duralluminio rivestiti in tessuto.  L'intercettore era molto leggero, con un peso a vuoto di 805 kg e un peso al decollo di 1 650 kg.
Il 10 settembre 1941 fu portato in volo come aliante, trainato da un Petlyakov Pe-2.
Il primo volo con la propulsione a razzo fu di 3 minuti 9 secondi e fu effettuato dal terzo prototipo, il 15 maggio 1942 con al comando il pilota Grigorij Bachčivandži.
Venne decisa la produzione 50 velivoli pre-serie, ma questa produzione venne presto fermata quando il 27 marzo 1943, durante un test di accelerazione in velocità, il velivolo precipitò per gravi problemi di instabilità aerodinamica, uccidendo il suo pilota (anche in questa occasione, il capitano Grigorij Bachčivandži). Le indagini chiarirono che si era trattato di una perdita di portanza sul lato destro in prossimità del muro del suono.
Per la scarsissima autonomia di volo e per i problemi di stabilità mostrati nei collaudi, si ritenne il progetto inadatto ad ulteriori sviluppi dopo gli ultimi collaudi effettuati con i prototipi n. 6 e 7 nel 1945. 
Ciò malgrado fosse stata prevista una variante con un'autonomia migliorata, variante che prevedeva un motore a razzo con due stadi, uno per la bassa velocità del volo da crociera e ad uno ad alta velocità per il combattimento.
Prima dell'abbandono del progetto un prototipo dello stesso aveva mostrato di possedere un eccezionale rateo di salita, impiegando per raggiungere i 10 000 m di quota solamente 59 secondi, con una velocità massima di 1 000 km/h (621 mph).
L'autonomia del velivolo variava tra gli 8 e 15 minuti. 
L'armamento previsto consisteva in due cannoni da 20 mm ShVAK montati sul muso.
Il carrello retrattile posto nelle ali prevedeva sia le ruote che gli sci da usare su terreni innevati o ghiacciati.
Il sesto prototipo montò in aggiunta al motore in fusoliera anche due statoreattori Merkulov DM-4 posti sulle estremità alari, ciò per migliorare la spinta e risparmiare il combustibile.

## Il "colpo di fortuna"
Pare, secondo fonti non certe e, anzi, perfettamente contestabili ma mai smentite, che il campo di volo dove venne testato il velivolo fosse stato attaccato da una coppia di Junkers Ju 88. L'ardimentoso pilota collaudatore avrebbe quindi pensato di testare il velivolo in combattimento, "come in altro modo non sarebbe stato possibile. Era un'occasione da non perdere" disse. Prima di essere danneggiato dal contatto con l'elica di uno del Junkers riuscì a danneggiarne gravemente uno, che, secondo la stessa fonte, sarebbe poi precipitato poco distante a causa dei danni subiti. Questo rappresenterebbe l'unica azione che abbia visto l'utilizzo del piccolo intercettore sovietico prima dell'uscita dal servizio ufficiale nel 1945.

## Utilizzatori
Unione Sovietica
- Sovetskie Voenno-vozdušnye sily

## Esemplari attualmente esistenti

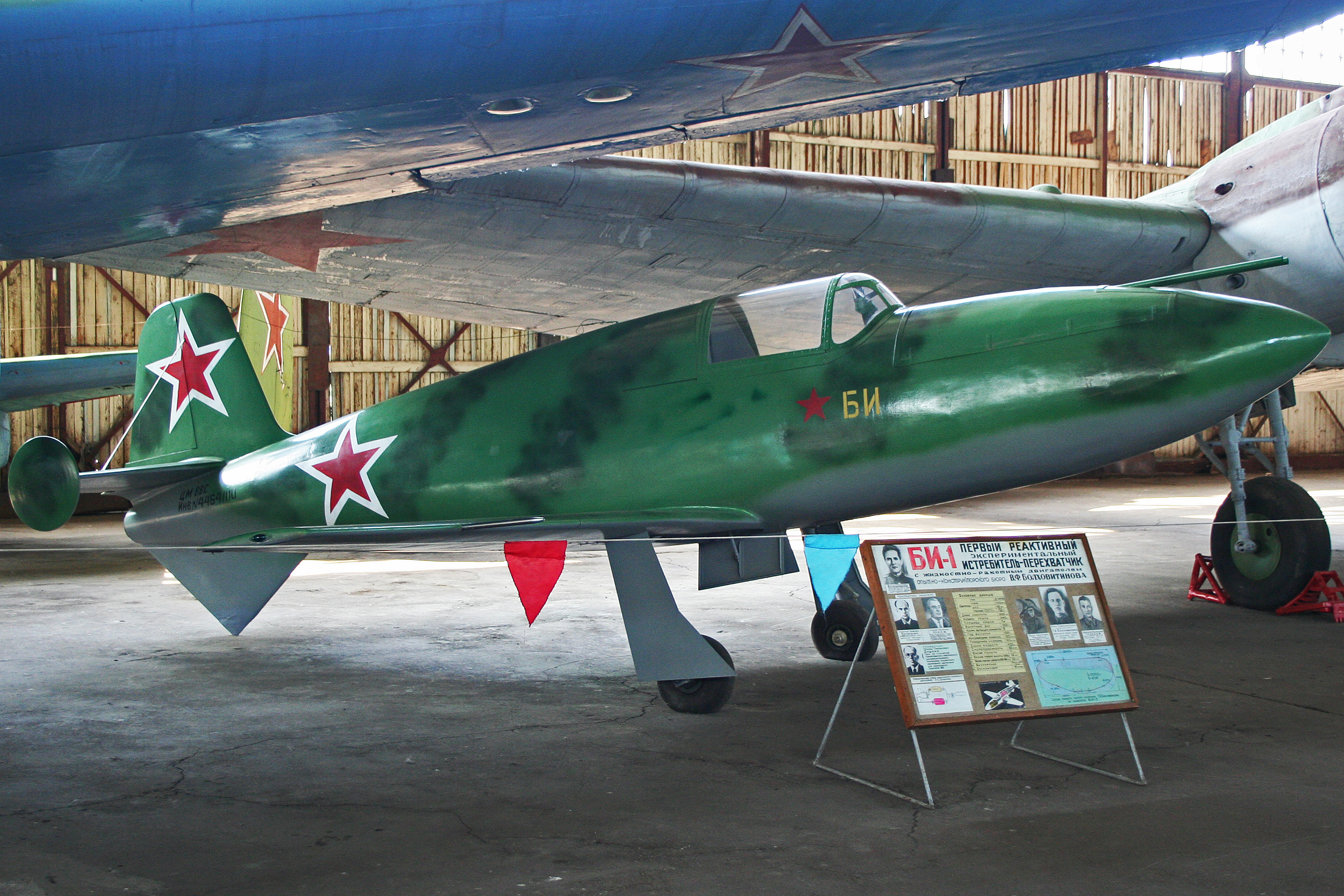
Il BI-1 al museo di Monino

L'unico esemplare sopravvissuto è esposto al pubblico presso le strutture del Museo centrale della Federazione Russa delle aeronautiche militari di Monino, presso l'omonimo aeroporto, a 40 km a est di Mosca, in Russia.